# San Lorenzo de Esmeraldas
San Lorenzo de Esmeraldas är en ort i Ecuador.   Den ligger i provinsen Esmeraldas, i den norra delen av landet, 170 km norr om huvudstaden Quito. San Lorenzo de Esmeraldas ligger 14 meter över havet och antalet invånare är 20 209.
Terrängen runt San Lorenzo de Esmeraldas är platt. Runt San Lorenzo de Esmeraldas är det glesbefolkat, med 15 invånare per kvadratkilometer. San Lorenzo de Esmeraldas är det största samhället i trakten. I omgivningarna runt San Lorenzo de Esmeraldas växer i huvudsak städsegrön lövskog.